# Tricia Vessey
Tricia Vessey, née le 8 octobre 1972 à Hollister en Californie, est une actrice américaine.

## Biographie
Tricia Vessey a grandi à Monterey en Californie et vit à New York. Elle a un fils avec le leader du groupe de rock Brian Jonestown Massacre, Anton Newcombe.
Habituée des seconds rôles dans des films d'auteurs, à l'exemple de Ghost Dog : La Voie du samouraï (1999) de Jim Jarmusch et de Trouble Every Day (2001) de Claire Denis, Tricia Vessey a également tenu des premiers rôles dans des films indépendants américains tel que Nowhere to Go (1998) de John Caire au côté de John Shea. Elle est également la créatrice, la réalisatrice et la productrice de la web série In the Production Office (2012)
Elle a un enfant avec son compagnon le musicien et chanteur Anton Newcombe.

## Filmographie
- 1997 : Bean de Mel Smith – Jennifer Langley
- 1997 : Life During Wartime d'Evan Dunsky – April Brody
- 1997 : The Brave de Johnny Depp – copine de Luis
- 1998 : Too Pure de Sunmin Park – Nic
- 1998 : Nowhere to Go de John Caire – Niki
- 1999 : Ghost Dog : La Voie du samouraï (Ghost Dog: The Way of the Samurai) de Jim Jarmusch – Louise Vargo
- 1999 : Coming Soon de Colette Burson (en) – Nell Kellner
- 2001 : Trouble Every Day de Claire Denis – June Brown
- 2001 : Potins mondains et Amnésies partielles de Peter Chelsom – Alice
- 2001 : La Vie à la folie de John Carney – Rachel Row
- 2003 : Nobody Needs to Know d'Azazel Jacobs – Iris Dawn
- 2009 : The Sad Guy de Tricia Vessey – Fran
- 2012 : In the Production Office (websérie) de Tricia Vessey – Coco
- 2013 : Bros (série télévisée) – la mère